# Революционные секции Парижа

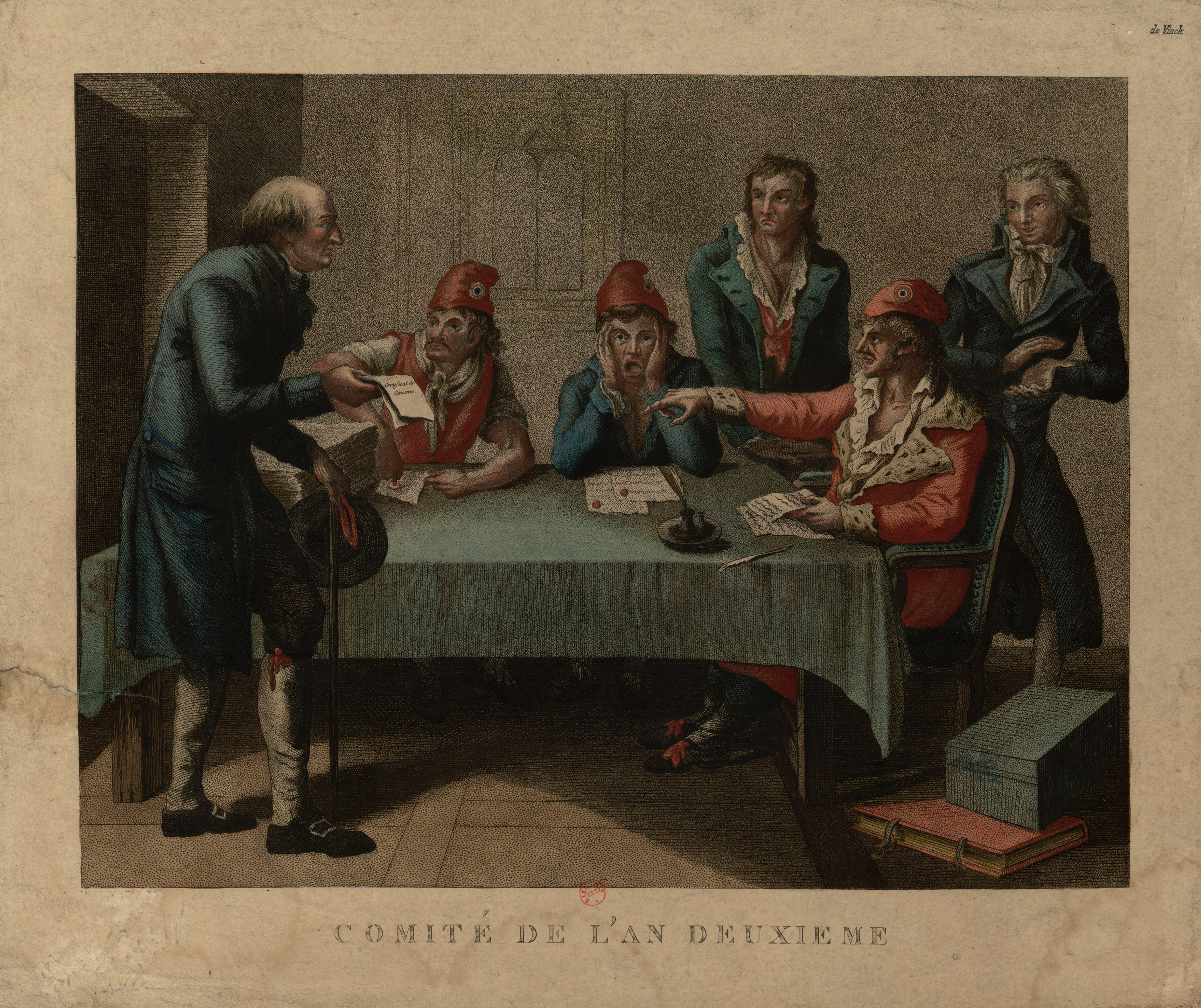
Революционный комитет одной из секций в 1793 году

Революционные секции Парижа — районы Парижа во время Французской революции. Впервые они возникли в 1790 году и были подавлены в 1795 году.

## История
Во времена революции площадь Парижа составляла 3440 гектаров (по сравнению с 7800 гектарами сегодня). На западе он был ограничен площадью Звезды, на востоке кладбищем Пер-Лашез, на севере площадью Клиши, а на юге кладбищем Монпарнас. При старом порядке город был разделён на 21 квартал.
В 1789 году для выборов в Генеральные штаты вместо этого город был условно разделён на 60 округов. Декретом от 21 мая 1790 года, одобренным королём Людовиком XVI 27 июня, Национальное учредительное собрание создало вместо 60 округов 48 «секций» («секция» тогда означало территориальное и административное деление). Хотя они должны были быть только избирательными округами, секции сыграли важную роль во время Великой французской революции: активно участвуя в политических дебатах, они принимали формальные решения, тем самым играя роль муниципальных властей. В каждой секции был гражданский комитет, революционный комитет и собственные вооружённые силы.

## Состав

### Гражданский комитет
Каждую секцию возглавлял гражданский комитет из 16 членов (избранных активными гражданами в зоне, охватываемой секцией), мировые судьи (фр. juges de paix) и члены, призванные действовать в качестве посредников между своей секцией и Парижской Коммуной. С 1792 года секции постоянно занимались политическими вопросами. С конца июля 1792 года собрания секций заседали постоянно и стали политическим органом санкюлотов. После манифеста герцога Брауншвейгского 47 секций из 48 потребовали смещения короля.
9 августа 1792 года каждая секция делегировала комиссаров в качестве замены «муниципалитета» Парижа. Всего было избрано 52 таких комиссара (включая Жака-Рене Эбера, Пьера-Гаспара Шометта, Франсуа-Ксавье Одуэна и других), которые спровоцировали события 10 августа 1792 года, положившие конец монархии и ставшие началом «Революционной Коммуны» Парижа.

### Революционный комитет
Первоначальной задачей революционных комитетов секций, созданных законом от 21 марта 1793 года, было наблюдение за иностранцами без вмешательства в жизнь французских граждан. Их действия в этом направлении (часто выходящие за рамки, наложенные на них законом от 21 марта) были одобрены Законом о подозрительных от 17 сентября 1793 года. Они имели право составлять списки и выдавать ордера на арест, а также выдавать свидетельства о гражданстве. Для этого они находились на прямой связи с Комитетом общественной безопасности.

### Вооружённые силы
Вооружённые силы Парижа во главе с главнокомандующим были разделены на 6 легионов, каждый из которых состоял из войск из восьми секций. Войска каждой секции имели своего главнокомандующего, заместителя командира и адъютант-майора. В роты входило от 120 до 130 человек, в зависимости от численности населения секции. Ротой командовали капитан, лейтенант и два младших лейтенанта. В каждой секции также была артиллерийская рота (60 человек и 2 пушки). Во время термидорианской реакции 27 июля 1794 года, после падения Робеспьера, 18 рот были отправлены на фронт по приказу Лазара Карно. Из 30 оставшихся рот для поддержания порядка использовались три — в Национальном конвенте, Арсенале и Тампле; 17 рот ответили на призыв Коммуны в ночь с 27 на 28 июля 1794 года.

## После 9 термидора II года
После термидорианского переворота, произошедшего 27 июля 1794 года, секции всё ещё играли важную роль в народном восстании. Однако в 1795 году они были подавлены Директорией, которая переименовала области, охватываемые секциями, сначала в отделы (фр. division), а затем в кварталы (фр. quartier).